# Рахни (станція)
Рахни — проміжна залізнична станція Жмеринської дирекції Південно-Західної залізниці на електрифікованій лінії Жмеринка — Вапнярка між станціями Ярошенка (21 км) та Юрківка (17 км). Розташована в селі Рахни-Лісові Тульчинського району Вінницької області. 

## Історія
Будівництво станції Рахни було розпочато 1866 року, а закінчено через 4 роки — у 1870 році. З кожним роком активність на станції зростала — активізувався як вантажний, так і пасажирський рух.
У 1870 році побудований вокзал 2-го класу за типовим проєктом Києво-Балтської залізниці, проте не збережений до наших часів і був знесений наприкінці XX століття. На його місці була побудована невелика одноповерхова будівля, яка позбавлена декору і виконує лише свою пряму функцію: обслуговування пасажирів. Виконана в кольорі слонової кістки.
У народі була відома примовка: «Доїдеш до Рахни — сядь, перепочинь», — саме так в жартівливій формі говорять про станцію місцеві жителі, адже раніше тут можна було пересісти з електропоїзду на дизель-поїзд до Одеси і навпаки, а ще тут можна було закупитися фруктами з місцевих садиб.
Перший спад стався під час Першої світової війни, а саме 23 жовтня 1919 року, коли станцію зайняли бронепоїзди, а на наступний день — Сімферопольський офіцерський полк зайняв станцію і вибив військо Симона Петлюри.
25 жовтня 1919 року Симоном Петлюрою були зроблені спроби звільнити станцію, проте успіху це не принесло. Після закінчення війни станція знову почала відроджуватися, а у 1933 році прокладена під'їзна колія до Шпиківського цукрового заводу. 
1941 року на ці землі знову приходить війна, а станцію зайняли німецько-фашистські війська і перетворили її у величезний склад зброї. На під'їзній колії було прокладено третю колію, що дозволило пропускати нею, як звичайні, так і вузькоколійні поїзди. 
15 квітня 1945 року на станції зупинявся поїзд сполученням Варшава — Одеса, який перевозив ув'язнених. серед ув'язнений був Паурамуа Ніхоніхо (під № 32727) — солдат 28-го Маорійського батальйону, який був вбитий в результаті бійки і похований радянськими солдатами неподалік від вокзалу.

## Пасажирське сполучення
На станції Рахни зупиняються поїзди далекого та приміського сполучення.
| Рух поїздів по станції Рахни |                       | |
| №                            | Маршрут сполучення    | Періодичність курсування                                                                                |
| Далеке сполучення            |                       | |
| 26/25 «Біла акація»          | Одеса — Ясіня / Рахів | По непарних числах                                                                                      |
| 132/131                      | Одеса — Вінниця       | Скасований (курсував по парних числах)                                                                  |
| 132/131                      | Одеса — Житомир       | Скасований (з червня по серпень маршрут поїзда подовжувався до станції Житомир)                         |
| 146/145 «Дунай»              | Ізмаїл — Київ         | Скасований з 26.04.2022 (курсував щоденно)                                                              |
| Приміське сполучення         |                       | |
| 6321/6322                    | Жмеринка — Вапнярка   | Щоденно                                                                                                 |
| 6324/6325                    | Жмеринка — Вапнярка   | Щоденно                                                                                                 |
| 6327                         | Жмеринка — Вапнярка   | Щоденно                                                                                                 |
| 6328                         | Рахни — Жмеринка      | Щоденно                                                                                                 |
| 6330/6309                    | Кодима — Козятин I    | Скасований (курсував щоденно, через станції Рудниця, Крижопіль, Вапнярка, Жмеринка, Вінниця, Калинівка) |

Приміські поїзди сполученням Вапнярка — Жмеринка та Рахни — Жмеринка після прибуття на станцію Жмеринка прямують далі під іншим номером через Вінницю до станції Козятин I.
Окрім того, на станції Жмеринка є можливість здійснити пересадку на приміські електропоїзди до станції Гречани, які прямують через Сербинівці, Комарівці, Деражню, Богданівці, Хмельницький та станції Могилів-Подільський, що прямують через Бар, Копай, Вендичани), а також на швидкі поїзди.
На станції Вапнярка є можливість здійснити пересадку на електропоїзди до Одеси (через Крижопіль, Подільськ), а також на дизель-поїзди до станції Умань (через Кирнасівку, Зятківці, Христинівку).